# County Sligo
 For alternative betydninger, se Sligo. (Se også artikler, som begynder med Sligo)
County Sligo (Irsk: Contae Shligigh) er et county i provinsen Connacht i den nordvestligedel af Republikken Irland. County Sligo omfatter et areal på 1.837 km² med en samlet befolkning på 60.894 (2006). Det administrative county-center ligger i byen Sligo som også er den største by. Andre større byer og landsbyer er  
Inishcrone, Tubbercurry, Ballymote, Carrickbanagher og Dromore West.
Sligo er et af Irlands tyndeste befolkede grevskaber. I den østlige del ligger Ox Mountains bjergene. Den sydlige del er et udpræget landbrugsområde. Specielt for Sligo er sandstrandene,  søerne, skovene og de stejle bjerge. Byen Sligo er omgivet af hav og tre bugter og bliver på landsiden overvåget af de to bjerge – Knocknarea.
Landbruget lever hovedsagelig af fåre og kvægavl. Bortset fra lidt tekstilindustri, minedrift og noglr vindmølleparker er der meget lidt industri. Mange steder udvindes der stadig tørv. Turismen er en vigtig intægtskilde.

## Historie
Allerede 4000 år f. Kr. kultiverede menneskene regionen og overlevede blandt andet ved at samle muslingeskaller, Østers og skaldyr. Udgravningerne af ringvolden Magheraboy i nærheden af Sligo vidner om de første bosættelser. Ved Carrowmore ca. fem kilometer fra sydvest for Sligo blev en af Europas største ansamlinger af runddysser fundet. 
Efter den normanniske invasion af Connacht i 1235, grundlagde de i 1245 byen Sligo ved at bygge en borg og et kloster. Efterhånden bosatte der sig flere normanniske familier i amtet. 
På grund af Sligos strategiske beliggenhed, blev ofte udsat for angreb fra klanhøvdinge og fra englænderne.
1570 blev det nuværende grevskab grundlagt.  
1588 blev skibe fra den Spanske armada under en storm ødelagt på stranden ved Streedagh.  En del af spaniolerne blev fundet af indbyggerne og det lykkedes flere af dem at undgå at blive taget til fange af englænderne og komme tilbage til Spanien. 
Under Det irske oprør i 1798 spillede grevskabet en vigtig rolle, da lykkedes den fransk-irske hær at trænge englænderne tilbage.
Under Hungersnøden i Irland 1845-1849 døde der i greveskabet ca. 20.000 mennesker, mange måtte udvandre og indbyggertallet faldt fra 181.000 i 1841 til kun at være 84.000 i 1901.

## Kultur
County Sligo er kendt for sin traditionelle irske folkemusik og blandt de kendte grupper kan nævnes Westlife og The Conway Sisters
Amtet har mange traditionelle musikfestivaler som f.eks Queen Maeve International Summer School, som afholdes hvert år i august i Sligo. Landsbyen Strandhill, ca 9 km vest for Sligo er vært for Strandhill Guitar Festival.

## Turisme
Der er rutefly fra lufthavnen 7 km vest for Sligo til Dublin og Manchester og der er en international lufthavn 55 km syd for Sligo. Der er en jernbaneforbindelse fra Sligo til Dublin, som tager lidt over tre timer.   
Borgen Ballymote Castle fra omkring 1300 blev bygget af jarlen af Ulster Richard de Burgo, for at beskytte sine nyvundne besiddelser i Sligo. Borgen ligger i udkanten af Ballymote i det sydlige County Sligo.
10 km nord for Sligo ligger det kendte 527 meter høje taffelbjerg Ben Bulben. Det kan være farligt ved kraftig vind at bestige nordsiden. Sydsiden er derimod ikke så stejl.